# Creu de la plaça de la Creu
La Creu de la plaça de la Creu és una creu de terme del municipi de Martorell (Baix Llobregat) inclosa en l'Inventari del Patrimoni Arquitectònic de Catalunya.

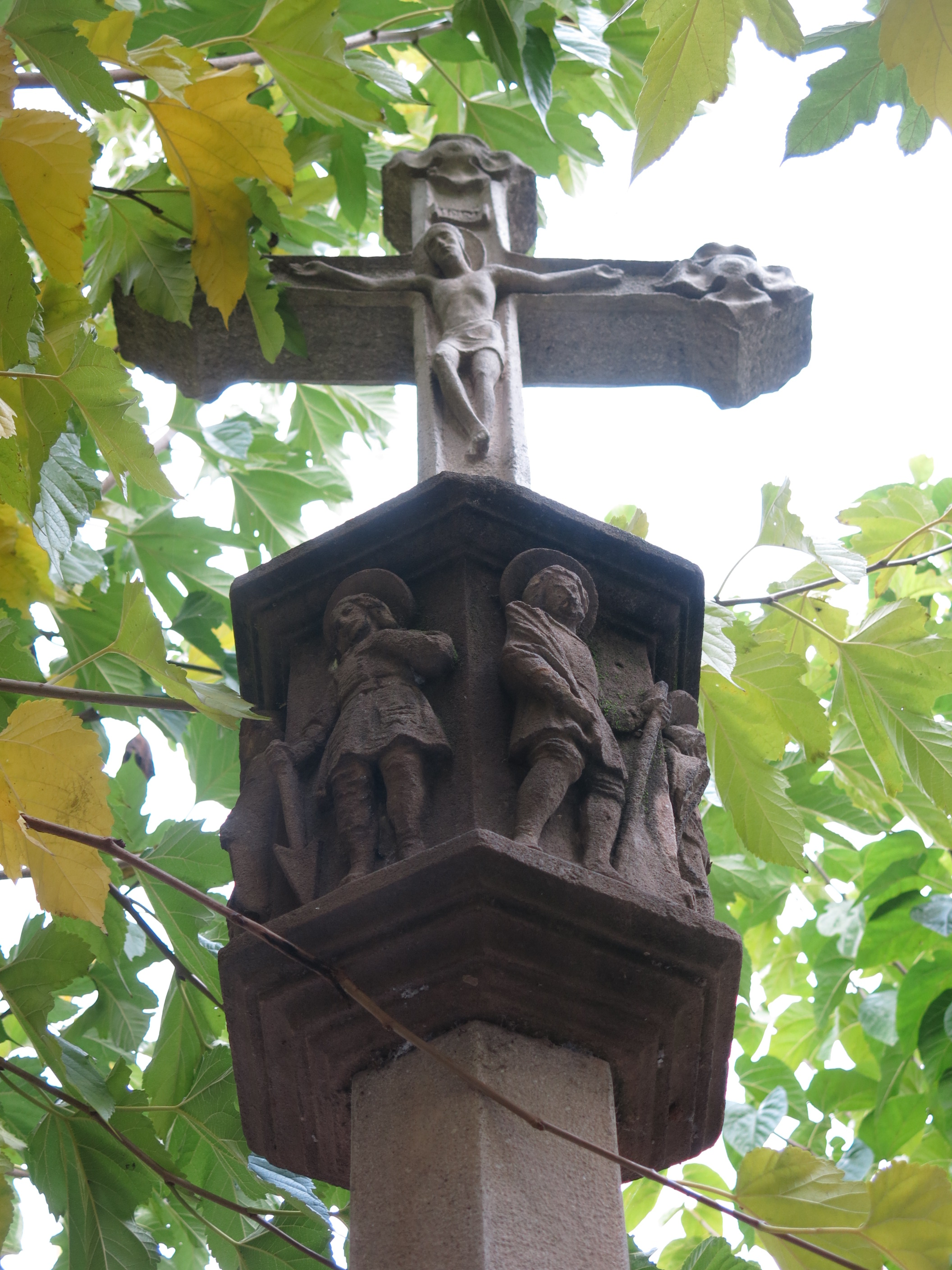
Detall de la creu

## Descripció
Es tracta d'una creu de pedra erigida damunt una base de dos graons, de planta circular. Al centre es disposa la columna de planta hexagonal amb un volum a la part inferior més ample. A la part superior, s'hi encasta la magolla o capitell, també sisavat rematat per dues motllures planes i amb les cares decorades per figurestes de sants i/o evangelistes, entre les que s'identifica sant Isidre, canonitzat el 1622. La creu pròpiament dita és de tipologia llatina amb el braços acabats amb formes vegetals que recorden la flor de lis. Els plans mostren, a l'anvers, la imatge del crucificat i, al revers, motllures nerviades.
La magolla o capitell és una peça recuperada que temps enrere havia format part d'altres dues cresus de Martorell: la creu de l'illa Santacana, construïda l'any 1922 per Francesc Santacana i Romeu i enderrocada l'any 1936, i la creu del jardí del Museu de l'Enrajolada, erigida el 1968 i enderrocada per la caiguda d'un arbre el 1988.

## Història
El dia de sant Joan del 2000 es va fer la inauguració de les obres d'urbanització de la plaça de la Creu, amb la reconstrucció de l'antiga creu de terme, destruïda el 1869. La primitiva creu va ser erigida l'any 1576 pel comú de Martorell, i era situada a l'entrada de la vila, al peu de la cruïlla de camins entre el Congost i el Pont del Diable, davant el portal d'en Subirats, que, a partir d'aquell moment va ser conegut com a portal de la Creu.